# Блакитна троянда
«Блакитна троянда» — перший драматичний твір Лесі Українки, перша психологічна драма в українській драматургії.

## Опис
Твір «висвітив» нові грані Лесі-особистості, Лесі-письменниці. Драма засвідчила входження Лесі Українки у модерний світ — насамперед світ символу — й досить вільне в ньому «самопочування». Зображуючи картини з життя шляхетного середовища (до якого, власне, й сама належала) Леся Українка розмикала (слідом за Драгомановим, Оленою Пчілкою, разом із Кобринською, Кобилянською та ін.) рамки традиції й засвідчувала свій відхід від сповідування українським літературним українолюбством ідеї зображення в літературі лише «народу» (під яким майже до кінця ХІХ ст. розуміли «тільки хлопів, тільки робочу масу»), поступово переорієнтовуючи читача й на інтелігенцію з багато в чому відмінними від ідеалізованого в українолюбському світобаченні «народу» смаками, інтелектуальними потребами та інтересами.
У центрі дійства в «Блакитній троянді» Леся Українка ставить femme moderne, сучасну жінку, — «панну». Любов Гощинську. В інтер'єр помешкання головної героїні авторка додає «щось moderne». І персонажі відповідно ведуть розмови в модерному стилі — «а la Ібсен». Леся вкладає в їхні вуста «нові» теми для обговорення. Дійові особи ведуть розмови про «новітніх композиторів» і нові школи в малярстві, про символістів. Їхню увагу приковують «нові боги» й проблеми власного «я» («того, що в мені»), «спадку» та «відповідальності».
Прикметно, що безліч деталей в драмі взяті ніби з життя самої Лесі.
Коло порушених письменницею питань надзвичайно широке. Вона торкнулася проблеми цивілізації, яка «потребує своєї жертви», дала геніально просту відповідь на запитання: «для чого мусять люди жити?», порушила питання гуманності та героїзму (жіночого), а також співвідношення нормального та ненормального (герої міркують про «ненормальну любов» і «нормальне щастя». Для висвітлення теми людської норми й ненормальності Леся Українка ґрунтовно готувалася та стюдіювала це питання, просила свого дядька Олександра Драгоманова, лікаря-психіатра за фахом, надсилати їй роботи з психіатрії, також консультувалася з ним особисто та відвідувала в червні-липні 1896 р. психіатричну лікарню в Творках (зараз це околиця міста Прушкув Мазовецького воєводства у Польщі), де він працював, та навіть там ночувала.

## Дійові особи
- Любов Олександрівна Гощинська — панна, сирота, 25 літ.
- Олімпіада Іванівна Колчевська — її тітка, стара вдова, живе при ній.
- Орест Михайлович Груїч — молодий письмовець, недавно скінчив університет.
- Марія Захарівна Груїчева — його мати, не дуже стара, енергійна на вид жінка.
- Сергій Петрович Милевський — bonvivant середнього віку, в часі «других молодощів».
- Олександра Вікторівна (Саня) Крашева — молода панна, учениця музичної школи, товаришка Любові.
- Острожин — літератор, журналіст, старший по виду, ніж по літах.
- Андрій Борисович Крицький — студент, кінчаючий, товариш Любові.
- Яків Григорович Проценко — старий лікар, приятель Любові і її тітки.
- Надежда Петрівна — знайома пані на водах.
- Психіатр — молодий лікар на водах.
- 1-ша панночка.
- 2-га панночка.
- Хлопчик, Дівчинка — вуличні діти.

## Історія написання і публікацій
Датується за автографом № 773 — «31 августа 1896 року, Колодяжне».
Вперше драму надруковано в альманасі «Нова Рада», К., 1908, стор. 387 — 452.
В архіві зберігається чорновий автограф повної, остаточно відредагованої редакції твору та два чорнових начерки.
В автографі — ряд авторських правок, дописок, закреслень, які свідчать про велику роботу над драмою. У кількох місцях збоку є приписки-зауваження рукою Михайла Старицького, які Леся Українка частково прийняла. Крім того, на берегах зустрічаються авторські помітки для переписувача про послідовність розміщення тексту.
Вивчення чорнового рукопису та аналіз викреслених місць засвідчує, що окремі вилучення могли бути зроблені з цензурних міркувань. Так, у першій дії знято кілька реплік явно політичного відтінку. Крім цього, в 1 дії — вихід 13 — викреслений перший варіант розповіді про образ блакитної троянди, що виступає в п'єсі як втілення погляду на кохання. У ранньому варіанті цей образ був наповнений середньовічними атрибутами. Але в російському перекладі, зробленому через 2 роки, ця розповідь відновлена.
Чорнові начерки являють собою попередній план драми та матеріали до неї (виписки з наукових робіт з психіатрії, нотатки). В автографі № 17 записані попередні варіанти заголовка драми: «Нічні метелики» — «Гордіїв вузол» — «Блакитна троянда».

## Переклади
Леся Українка сама здійснила переклад драми російською мовою.

## Сценічні постановки
Вперше «Блакитна троянда» поставлена на сцені 1899 р. трупою Марка Кропивницького.
В офіційній критиці п'єса не здобула позитивної оцінки, її вважали невдалою, несценічною, вбачали в ній суміш натуралізму з українською мелодрамою. Леся Українка не погоджувалася з такою оцінкою і мріяла про нову постановку. Листування письменниці засвідчує її тривале піклування про долю п'єси, про турботи в питанні постановки, підбору артистів — виконавців головних ролей. В листі до матері від 3 лютого 1908 р. вона писала:
|  | …може б, хто її й поставив, якби вона була доступніша, все ж, може, вона не гірша від многих «новинок. |

У 1907 р. «Блакитна троянда» була поставлена музично-драматичною школою ім. М. В. Лисенка, проте знову не здобула успіху: критика вбачала в п'єсі відсутність дії, невиразність образів, розтягненість діалогів.
Сучасна театральна критика, розглядаючи перші постановки «Блакитної троянди», вказує на непідготовленість тогочасного українського театру до сценічного втілення психологічної драми. П'єсу намагалися подати в жанрі побутової драми, а це призводило до втрати головного — складності й інтенсивності думки та загальної філософської спрямованості твору.
До 100-річчя з дня народження Лесі Українки (1971 р.) «Блакитна троянда» була поставлена Львівським українським драматичним театром ім. Заньковецької.
Театр Лесі Українки у Львові поставив мімічну виставу «Любов)» (2017) що використовує текст «Блакитної троянди» як нарратив.

## Екранізація
- 1988 — «Блакитна троянда» (реж. Олег Бійма, «Укртелефільм»)